# Echipa națională de fotbal a Lesothoului
Echipa națională de fotbal a Lesothoului reprezintă statul Lesotho în fotbal și este controlată de Lesotho, forul ce guvernează fotbalul în Lesotho. Nu s-a calificat la nici un turneu final.

## Campionate mondiale
- 1930 până în 1970 - nu a intrat
- 1974 - nu s-a calificat
- 1978 - nu a intrat
- 1982 - nu s-a calificat
- 1986 până în 1990 - a renunțat
- 1994 până în 1998 - nu a intrat
- 2002 până în 2010 - nu s-a calificat

## Cupa Africii
- 1957 până în 1972 - nu a intrat
- 1974 - nu s-a calificat
- 1976 - a renunțat
- 1978 - nu a intrat
- 1980 până în 1982 - nu s-a calificat
- 1984 - a renunțat
- 1986 - nu a intrat
- 1988 - a renunțat
- 1990 până în 1992 - nu a intrat
- 1994 - nu s-a calificat
- 1996 - a renunțat în timpul calificărilor
- 1998 - Suspendată pentru retragerea din 1996
- 2000 până în 2010 - nu s-a calificat
- 2012 - nu a intrat

## Lotul din 2010
| #         | Nume                         | Data nașterii                  | Club                          | Selecții (goluri) |
| Portari   |                              |                                |                               |                   |
| 1         | Lekunutu Tseounyane          | 1 mai 1983 (27 de ani)         | LMPS Maseru                   | 4 (0)             |
| 12        | Sam Ketsekile                | 8 mai 1981 (29 de ani)         | Lesotho Prison Service        | 15 (0)            |
| Fundași   |                              |                                |                               |                   |
| 4         | Thapelo Mokhele              | 18 aprilie 1986 (24 de ani)    | Matlama FC                    | 17 (1)            |
| 5         | Moitheri Ntobo               | 14 noiembrie 1979 (30 de ani)  | Lesotho Correctional Services | 7 (0)             |
| 6         | Khoto Sesinyi                | 6 martie 1977 (33 de ani)      | Lesotho Prison Service        | 17 (0)            |
| 12        | Thabo Masualle               | 18 septembrie 1982 (27 de ani) | Lioli Teyateyaneng            | 15 (2)            |
| 15        | Mpitsa Marai                 | 4 februarie 1980 (30 de ani)   | Lesotho Prison Service        | 29 (0)            |
| 18        | Nkau Lerotholi               | ?                              | Matlama Maseru                | 7 (0)             |
| ?         | Thabiso Maile                | 27 ianuarie 1987 (23 de ani)   | Lerotholi Polytechnic         | 7 (2)             |
| Mijlocași |                              |                                |                               |                   |
| 3         | Moli Lesesa                  | 1 aprilie 1984 (26 de ani)     | Joy Leribe                    | 13 (1)            |
| 7         | Sello Muso                   | 3 martie 1986 (24 de ani)      | Lioli Teyateyaneng            | 22 (4)            |
| 14        | Bokang Mothoana              | 9 decembrie 1987 (22 de ani)   | Union Sportive Monastir       | 13 (1)            |
| 16        | Bushi Moletsane              | 2 ianuarie 1984 (26 de ani)    | Lioli Teyateyaneng            | 21 (1)            |
| 16        | Taeli Ramashalane            | ?                              | Lesotho Prison Service        | 3 (0)             |
| ?         | Molefe Lekoekoe              | ?                              | Lesotho Defense Force         | 3 (0)             |
| ?         | Motlalepula Mofolo           | 7 septembrie 1986 (23 de ani)  | Lioli Teyateyaneng            | 5 (0)             |
| ?         | Nyakhane Nyakhane            | ?                              | Likhopo FC                    | 3 (0)             |
| ?         | Lire Phiri                   | ?                              | Lesotho Defense Force         | 4 (0)             |
| Atacanți  |                              |                                |                               |                   |
| 9         | Thapelo Tale                 | 22 aprilie 1988 (22 de ani)    | Likhopo FC                    | 6 (0)             |
| 11        | Reitumetse Moloisane         | 17 februarie 1985 (age 25)     | Lesotho Prison Service        | 13 (1)            |
| 17        | Lehlohonolo Seema (căpitain) | 9 iunie 1980 (30 de ani)       | Orlando Pirates               | 23 (2)            |
| ?         | Neo Makama                   | ?                              | fără contract                 | 4 (0)             |
| ?         | Mokone Marabe                | ?                              | Likhopo FC                    | 4 (0)             |
| ?         | Mokheti Matsora              | ?                              | LMPS FC                       | 2 (0)             |
| ?         | Katleho Moleko               | 24 august 1986 (23 de ani)     | Likhopo FC                    | 4 (0)             |
| ?         | Refiloe Potse                | 11 septembrie 1978 (1 de ani)  | Lesotho Prison Service        | 11 (2)            |